# Bryan Danielson
Bryan Danielson (* 22. Mai 1981 in Aberdeen, Washington) ist ein US-amerikanischer Wrestler. Er trat elf Jahre als Daniel Bryan bei WWE auf, wo er insgesamt fünfmal den höchsten Titel erhielt. Seit 2021 steht er bei All Elite Wrestling (AEW) unter Vertrag, wo er die AEW World Championship gewann. Zu Beginn seiner Karriere war er über ein Jahr ROH World Champion. Aufgrund seiner technischen Fähigkeiten im Ring gilt er als einer der besten Wrestler aller Zeiten.

## Biografie

### Independent-Ligen und Ring of Honor (2000–2009)

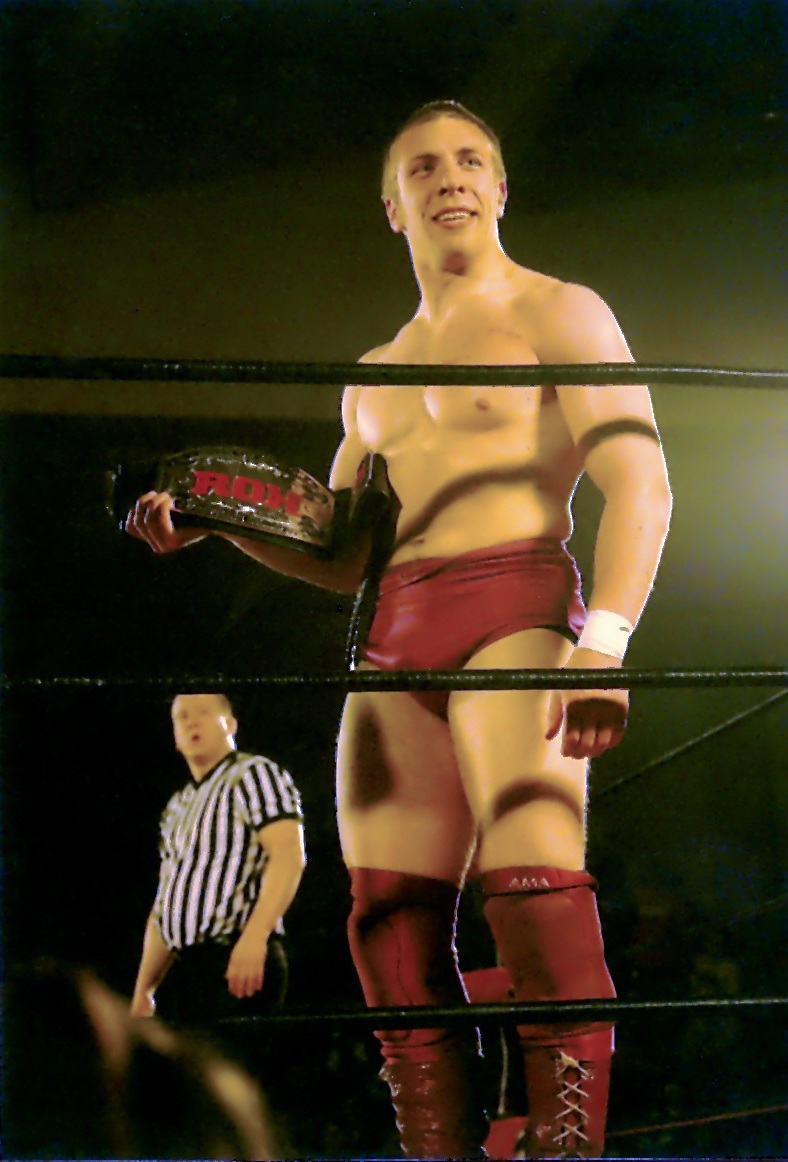
Danielson ist ein einmaliger ROH World Champion

Danielson begann seine Karriere als Backyard-Wrestler und wurde danach von Shawn Michaels, Tracy Smothers und William Regal trainiert. Seine aktive Wrestling-Karriere begann 1999 im Alter von 18 Jahren, nachdem er in der Wrestling-Academy von Shawn Michaels trainiert worden war. In der Vergangenheit trat Danielson unter anderem für Pro Wrestling NOAH, Pro Wrestling Guerrilla, New Japan Pro-Wrestling und IWA Mid-South an und war auch in Deutschland von den Promotionen German Stampede Wrestling und westside Xtreme wrestling verpflichtet worden.
In der Vergangenheit trat Danielson unter anderem für Ring of Honor an. Danielson engagierte sich als Trainer der Ring of Honor Wrestling Schule in Bristol für den Nachwuchs. Nachdem Danielson am 17. September 2005 den ROH World Title gegen James Gibson gewonnen hatte, war er über ein Jahr World Champion und musste den Titel erst nach einer langen Fehde Ende 2006 gegen Homicide abgeben. Anschließend pausierte er für sechs Monate, um sich von mehreren Verletzungen zu erholen und kehrte dann wieder zu ROH zurück.

### World Wrestling Entertainment und Independent-Ligen (2010)
Danielson bestritt über die Jahre einzelne Matche bei World Wrestling Federation/Entertainment. Einen Vertrag bei der WWE unterschrieb er jedoch erst am 24. August 2009. Am 23. Februar 2010 kehrte er in der Show WWE NXT unter dem Namen Daniel Bryan zur WWE zurück. Sein Mentor war hier gemäß ausgearbeiteter Storyline The Miz. In der 12. Episode von NXT wurde Bryan vom WWE Management offiziell eliminiert, da er keines seiner Matches für sich entscheiden durfte. In der Folge begann er ein Fehdenprogramm mit dem Kommentator Michael Cole, der sich abfällig über Danielson äußerte. Dabei durfte Danielson ein Match gegen seinen ehemaligen Storyline-Mentor Miz für sich entscheiden. Am 11. Juni 2010 gab die WWE Danielsons Entlassung bekannt. Dies geschah, weil er Ringsprecher Justin Roberts beim Debüt des Nexus am 7. Juni 2010 in RAW, welchem Danielson angehörte, mit dessen Krawatte würgte. Seit der Benoit-Tragödie sind in der WWE Aktionen gegen den Hals aber strikt verboten. Danielson nahm Verträge für unabhängige Promotionen an.
Am 3. und 4. Juli 2010 trat er für die (damals) in Oberhausen beheimatete Promotion westside Xtreme wrestling an. Am 3. Juli war er Teilnehmer der Veranstaltung Broken Rulez X und einen Tag später, am 4. Juli, war er der Gewinner des Ambition-Turniers, dem ersten Shootfight-Turnier außerhalb Japans. Ambition war auch das erste in Deutschland und damit für Europa veranstaltete Shootfight-Turnier, das offiziell offen und ohne Zeitbegrenzung der Matches veranstaltet wurde, wobei jedem Anwesenden klar war, dass auch bei diesem Turnier die Storyline griff. Am 7. August 2010 nahm Danielson am NWA Fanfest teil, bei dem er gegen den amtierenden NWA-Champion Adam Pearce um den NWA-World-Titel antrat.

### Rückkehr zu WWE (2010–2021)

#### Rückkehr und erste Titelgewinne (2010–2013)

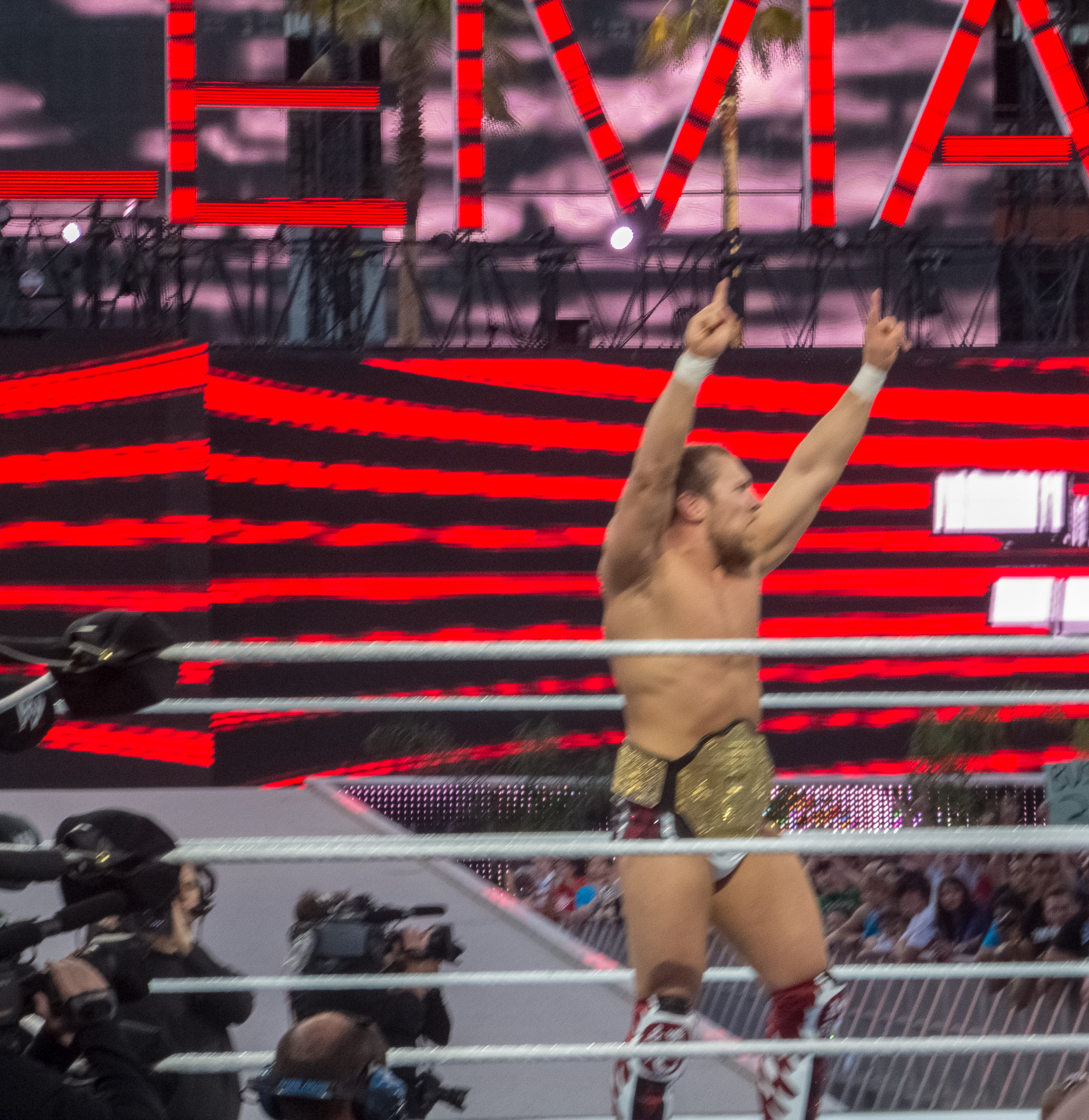
Danielson während seines Entrance als World Heavyweight Champion bei WrestleMania XXVIII, 2012

Danielson unterschrieb zwischenzeitlich erneut einen Vertrag mit WWE. Dort trat er seit dem 15. August 2010 beim SummerSlam wieder im RAW-Roster an. Parallel dazu durfte er aber noch einige Auftritte im Independentbereich absolvieren, für die er schon vor seiner Wiedereinstellung gebucht wurde. Beim PPV Night of Champions 2010 durfte er den amtierenden United States Champion The Miz besiegen und so selbst den Titel erringen. Ende 2010 wurde Danielson bei der nächsten Staffel NXT Mentor von Derrick Bateman. Am 14. März 2011 verlor er den United States-Titel an Sheamus.
Im Zuge des WWE Draft wurde Danielson am 26. April 2011 zu SmackDown gewechselt. Am 17. Juli 2011 gewann er bei der gleichnamigen Veranstaltung das Money-in-the-Bank-Leitermatch des SmackDown-Rosters. Bei der Großveranstaltung WWE TLC: Tables, Ladders & Chairs 2011 am 18. Dezember 2011 löste er diesen Koffer gegen Big Show ein und gewann die World Heavyweight Championship. Den Titel verlor er in einem Match, das 18 Sekunden dauerte, bei WrestleMania 28 am 1. April 2012 an Sheamus. Anschließend folgten Fehdenprogramme gegen CM Punk und Kane. Im Zuge der Fehde mit Kane bildete Danielson mit diesem das Tag Team Team Hell No und gewann bei Night of Champions am 16. September 2012 die WWE Tag Team Championship von Kofi Kingston & R-Truth, ehe sie ihn am 19. Mai 2013 an die Shield-Mitglieder Roman Reigns und Seth Rollins abgeben mussten.

#### Yes! Movement und Rücktritt (2013–2016)

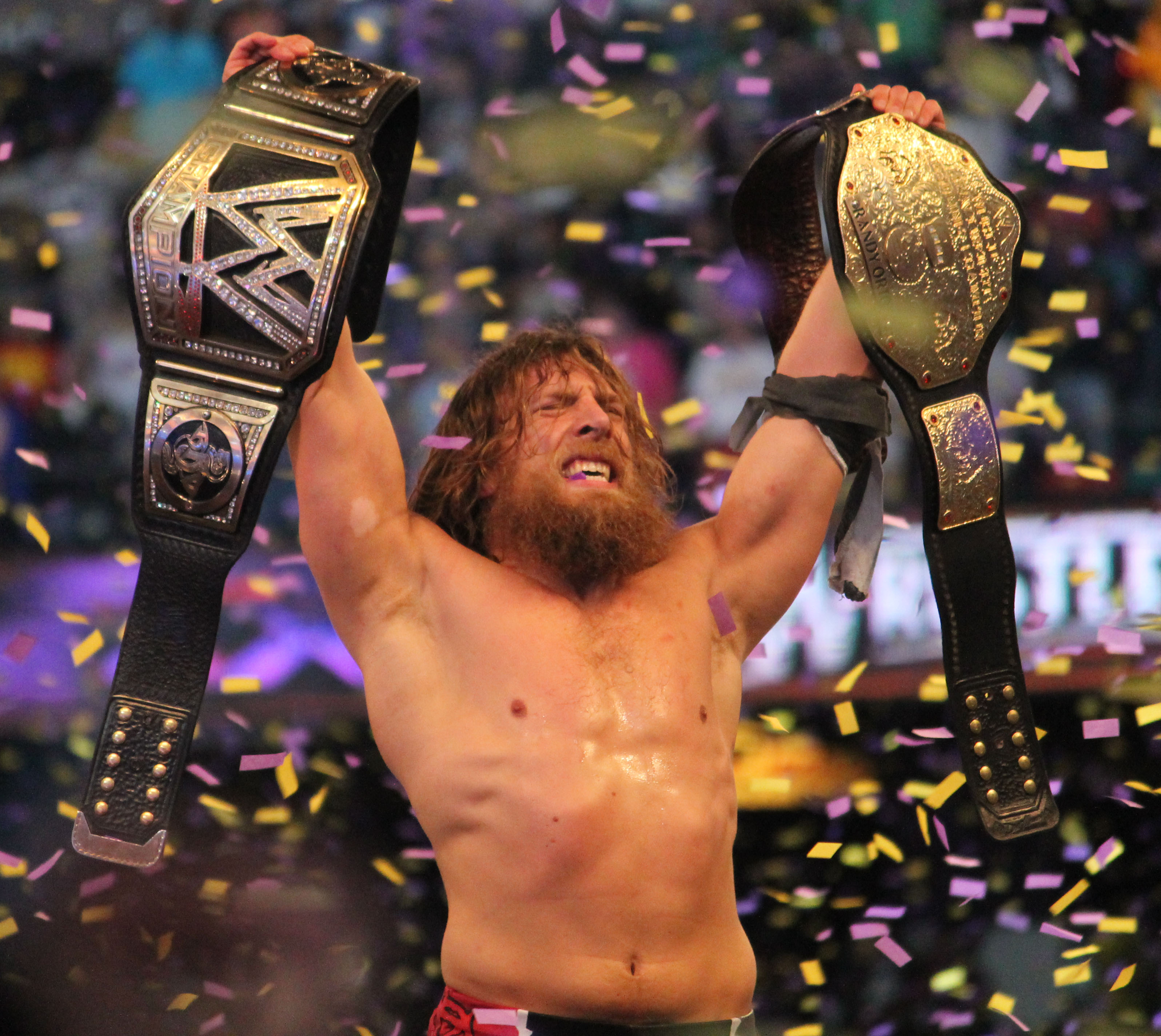
WWE World Heavyweight Champion Danielson nach seinem Sieg im Hauptkampf von WrestleMania XXX, 2014

Am 18. August 2013 beim PPV SummerSlam gewann Danielson zum ersten Mal die WWE Championship von John Cena, die er aber am selben Abend wieder an Randy Orton abgeben musste, nachdem dieser seinen Money-in-the-Bank-Koffer einlgeöst hatte. Bei Night of the Champions am 15. September 2013 besiegte Danielson Randy Orton und wurde zum zweiten Mal WWE Champion. Am Abend darauf wurde ihm der Titel von Triple H nach dem kontroversen Ende des Titelmatches von Night of Champions abgenommen und für vakant erklärt. Daraufhin sollte es zu einem Rückkampf gegen Randy Orton beim PPV Battleground kommen, der allerdings in einem No Contest endete. Erst das zweite Rückmatch drei Wochen später beim darauffolgenden PPV Hell in a Cell brachte eine Entscheidung zu Ungunsten Bryans, als sein Mentor Shawn Michaels, der in diesem Kampf als Special Referee fungierte, Bryan angriff, sich somit gegen ihn stellte und Randy Orton zum Sieg verhalf. Diese Fehde wurde nach Hell In A Cell beendet. Gemeinsam mit CM Punk bestritt Bryan ein Fehdenprogramm mit der Wyatt Family, bevor Bryan Ende 2013 kurzzeitig selbst zum Mitglied jener Gruppierung gemacht wurde. Nach dem Austritt aus der Wyatt Family fehdete Bryan gegen Triple H. Diese Fehde mündete in einem Match am 6. April 2014 bei WrestleMania XXX gegen diesen. Später am selben Abend erhielt Bryan zum dritten Mal die WWE World Heavyweight Championship nach einem Triple Threat Match gegen Randy Orton und Batista. Wenige Wochen später musste Danielson den Titel aufgrund einer Nackenverletzung wieder abgeben.

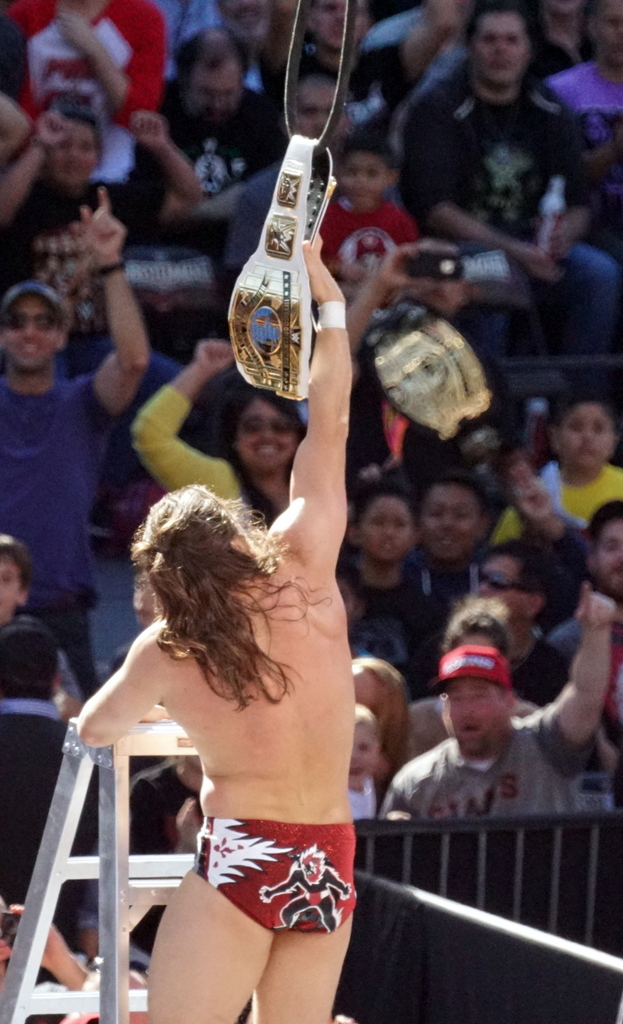
Danielson mit der Intercontinental Championship kurz vor seinem Sieg bei WrestleMania 31, 2015

Danielson kehrte zum Royal Rumble 2015 in die WWE zurück und fehdete gegen Roman Reigns um dessen garantierte Titelchance bei WrestleMania, da Reigns zuvor das Royal Rumble-Match gewonnen hatte. Das Match gegen Reigns beim Februar-PPV Fastlane verlor Danielson und durfte somit nicht um die WWE World Heavyweight Championship bei WrestleMania antreten. Stattdessen geriet er in eine Fehde um den WWE Intercontinental Title, welchen er am 29. März 2015 bei WrestleMania in einem Laddermatch erringen durfte. Somit wurde er der 26. Triple Crown Champion der WWE, hatte also den WWE World Heavyweight Title, den WWE Tag Team Title und den WWE Intercontinental Title in seiner Karriere gewonnen. Am 11. Mai 2015 bei Raw trat Bryan aus gesundheitlichen Gründen als Träger des Intercontinental-Titels zurück.
Am 8. Februar 2016 erklärte Daniel Bryan auf Twitter seinen Rücktritt vom aktiven Wrestling. Bryan litt zuletzt unter anhaltenden Nackenproblemen sowie einer Gehirnerschütterung und erhielt von den WWE-Ärzten keine Ring-Freigabe mehr.

#### Rollen außerhalb des Rings und Rückkehr zum Ring (2016–2019)
Am 18. Juli 2016 kehrte er in neuer Rolle zur WWE zurück und übernahm das Amt des SmackDown General Managers, welches er bis zum April 2018 innehatte.
Am 20. März 2018 verkündete die WWE über sämtliche Social-Media-Kanäle, dass Danielson wieder die Ringfreigabe erhalten hat. Am gleichen Abend wurde er von Kevin Owens und Sami Zayn attackiert, nachdem diese im Rahmen der Storyline von ihm entlassen worden waren. Nachdem er nun wieder aktiv an Matches teilgenommen hatte, trat er vom Amt des General Managers von SmackDown Live zurück. Dies wurde in der Sendung vom 10. April 2018 bekannt gegeben, Paige wurde seine Nachfolgerin. In den ersten Monaten knüpfte er an seine Rolle als Babyface an und auch das Tag Team Hell No mit Kane wurde für kurze Zeit reaktiviert. Er fehdete mit Big Cass, The Miz und AJ Styles.

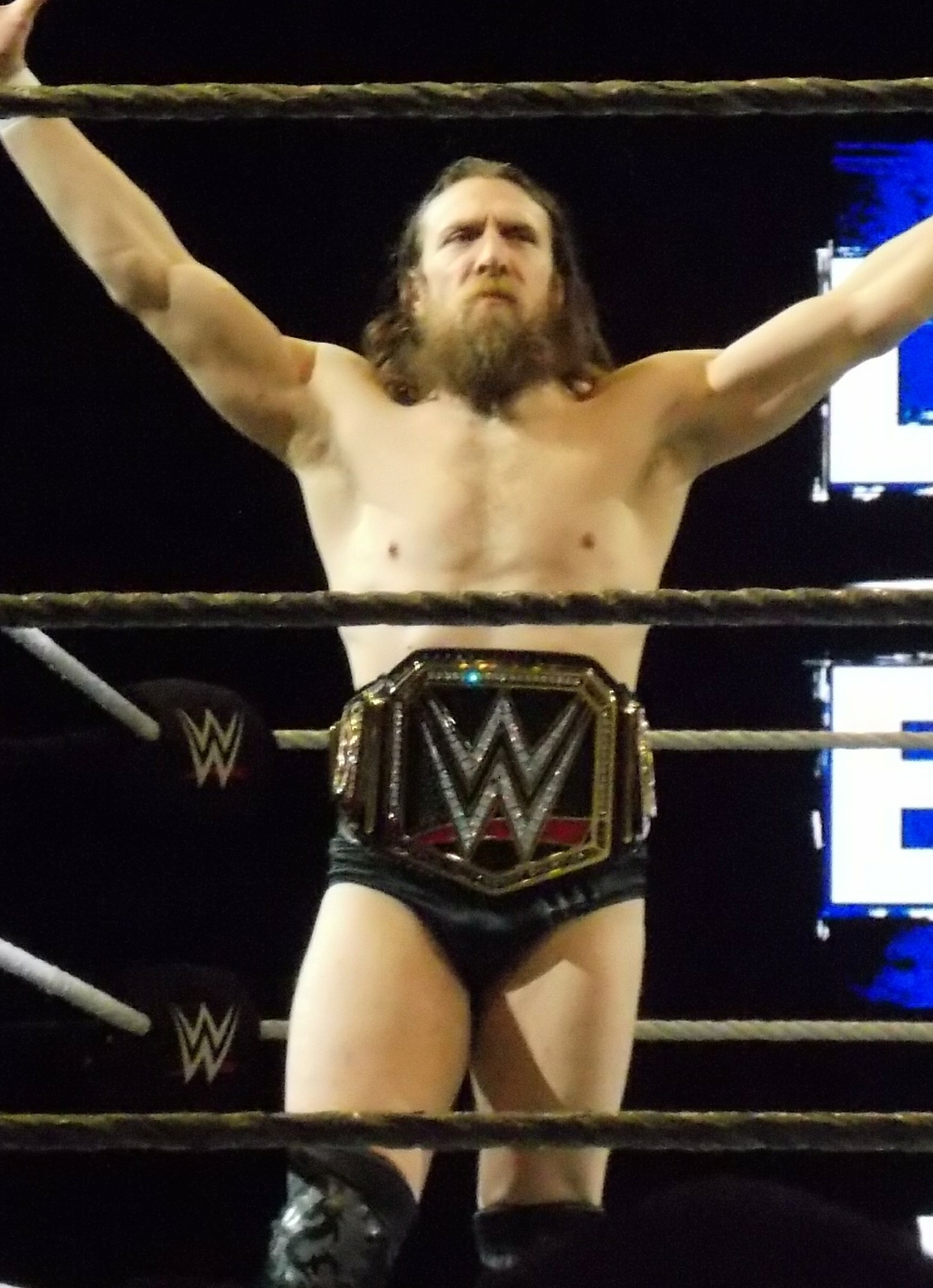
Danielson bei seinem letzten Run als WWE Champion, 2019

Seit Ende 2018 wandelte Bryan seinen Charakter jedoch vom Face zum Heel („Heel-Turn“; Wandel vom Guten zum Bösen). Er kritisiert in seiner Rolle die Menschheit für ihren arglosen, verschwenderischen und zerstörerischen Umgang mit ihrer Umwelt und der Natur. Um sich von seiner vorhergehenden Face-Rolle deutlich abzugrenzen, führt er seine ehemals charakteristischen „Yes!“-Rufe und Gesten nicht mehr aus, die vom Publikum stets begeistert nachgeahmt wurden. Zudem bezeichnet er sich nun als The New Daniel Bryan. Auslöser für den Heel-Turn war das Titelmatch gegen AJ Styles am 13. November 2018. Hier konnte er die WWE Championship zum vierten Mal in seiner Karriere gewinnen, jedoch erfolgte dies nach einem verbotenen Schlag unterhalb der Gürtellinie, einem klassischen Heel-Move im Wrestling. Nach einigen weiteren Matches und der Weiterentwicklung von Bryans Rolle zu einem aggressiven Öko-Aktivisten schloss sich ihm während des Royal Rumbles am 27. Januar 2019 der von einer Verletzungspause zurückkehrende Rowan an, indem er zu seinen Gunsten in ein Titelmatch mit AJ Styles eingriff.
In der folgenden SmackDown Live-Sendung warf Bryan seinen WWE Championship-Gürtel angewidert in eine Mülltonne, da der Gürtel aus Leder und somit aus einem Produkt bestand, für das Tiere sterben mussten. Gleichzeitig präsentierte er eine neue Titelversion aus nachwachsenden, veganen Materialien (u. a. Hanf für den Gürtel und Eichenholz für die Verzierungen). Diese Neugestaltung des Titels hatte er bereits mehrere Wochen zuvor angekündigt. Seine Regentschaft als WWE Champion ging 145 Tage, er verlor den Titel am 7. April 2019 bei WrestleMania 35 gegen Kofi Kingston. Bryan verletzte sich in diesem Match und setzte einen knappen Monat aus, genauere Details zur Verletzung wurden nicht bekannt. Am 7. Mai 2019 gewann Bryan mit seinem Tag-Team-Partner Rowan die vakante WWE SmackDown Tag Team Championship, hierfür besiegten sie The Usos. Ein weiteres Match gegen The Usos bestritten Bryan und sein Tag-Team-Partner Rowan am 19. Mai 2019 bei WWE Money in the Bank, dieses Match verloren sie. Am 23. Juni 2019 verteidigten sie die Titel gegen The Heavy Machinery bei WWE Stomping Grounds. Am 17. Juli 2019 verloren sie schlussendlich die Titel an The New Day bei Extreme Rules, diese Regentschaft hielt 68 Tage.

#### Letzte Auftritte (2019–2021)
Im August 2019 wurde das Tag Team von Rowan und Bryan getrennt, nachdem Rowan ihn attackiert hatte. Er turnte mit dieser Attacke zum Face. Bei Hell In A Cell kämpfte er zusammen mit Roman Reigns, gegen Harper und Rowan, dieses Match konnten sie gewinnen. Am 8. November 2019 forderte er Bray Wyatt um die WWE Universal Championship heraus, das Match konnte er jedoch nicht gewinnen. Am 13. März 2020 gründete er eine Allianz mit Drew Gulak. Die Allianz endete, als er Gulak am 15. Mai 2020 besiegte, um ein Match um die vakante WWE Intercontinental Championship zu bekommen. Den Titel konnte er jedoch im Turnierfinale nicht gewinnen.
Nach der Niederlage kehrte er am 23. Oktober 2020 in die Shows zurück und nahm an einem Segment, in Rahmen der Kevin Owens Show teil. Nach dieser Rückkehr begann er eine Fehde mit Roman Reigns und Jey Uso. Am 21. Februar 2021 erhielt er bei WWE Elimination Chamber (2021), ein Match um die WWE Universal Championship, nachdem er ein Elimination Chamber Match gewonnen hatte. Den Titel konnte er jedoch nicht gewinnen, da das Match gleich im Anschluss stattfand. Am 5. März gewann er ein Steel Cage Match gegen Jey Uso, somit sicherte er sich ein weiteres Match um den Titel gegen Roman Reigns. Am 21. März 2021 bestritt er bei WWE Fastlane ein weiteres Match, um die Universal Championship gegen Reigns. Dieses konnte er jedoch nicht gewinnen. Am 30. April 2021 verlor er ein weiteres Titelmatch gegen Reigns. Durch diese Niederlage musste er SmackDown verlassen. Am 5. Mai 2021 wurde bekannt gegeben, dass der Vertrag von Bryan ausgelaufen sei.

### All Elite Wrestling (seit 2021)
Beim AEW PPV All Out am 5. September 2021 in Chicago trat er am Ende der Show in den Ring und feierte sein Debüt bei AEW. Er trat als Face auf und wrestelte wieder unter seinem bürgerlichen Namen Bryan Danielson.

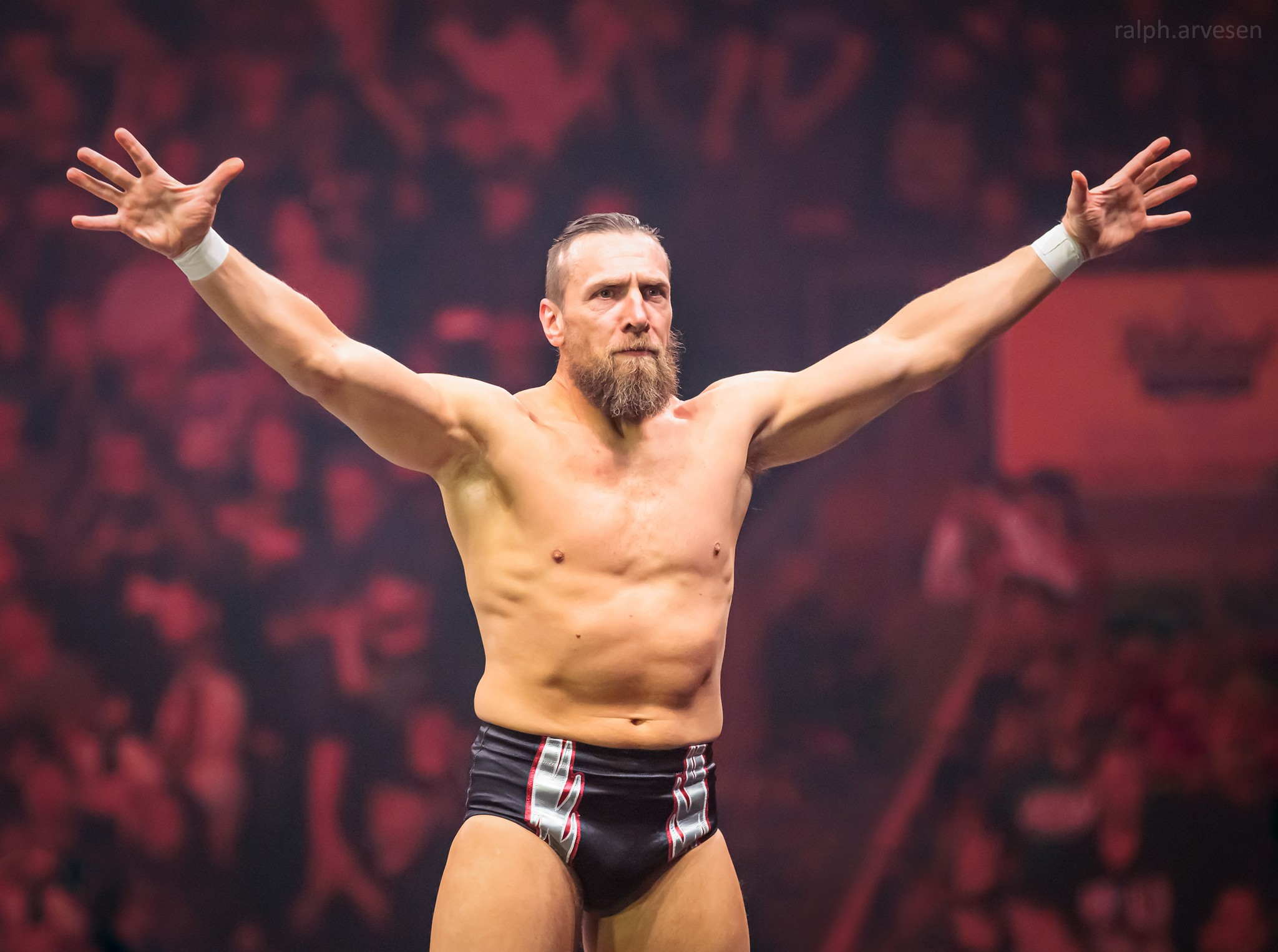
Danielson im März 2023

Bei dem TV-Special Grand Slam am 22. September 2021 bestritt er ein Match gegen Kenny Omega, das in einem 30-minütigem time limit draw endete. Bei Full Gear im November 2021 gewann er ein Turnier um die AEW World Championship Herausforderung. Im Finale besiegte er Miro. Das Titelmatch am 15. Dezember 2021 bei Winter Is Coming gegen den amtierenden Champion Adam Page endete in einem 60-minütigen time limit draw. Ein weiteres Titelmatch gegen Page bei AEW Dynamite am 5. Januar 2022 verlor Danielson. Es war seine erste Niederlage bei AEW. Kurz darauf machte er dem aus einer Pause zurückgekehrten Jon Moxley den Vorschlag ein Tag Team zu bilden. Die beiden kannten sich aus der WWE, wo Moxley als Dean Ambrose aufgetreten war. Moxley forderte, die beiden müssten zuerst gegeneinander antreten und es kam zu einem Match beim PPV Revolution am 6. März 2022, das Danielson verlor. Nach dem Match kämpften die beiden im Ring weiter und der ehemalige Wrestler und NXT General Manager William Regal gab sein AEW-Debüt. Er trat als einstiger Mentor von Danielson und Moxley auf und schlichtete den Konflinkt der beiden. Sie bildeten daraufhin das Stable Blackpool Combat Club (BCC) unter dem Management von Regal. Später schlossen sich Claudio Castagnoli und Wheeler Yuta dem BCC an. Als Tag Team traten Moxley und Danielson jedoch nicht häufig in Erscheinung, da Moxley nach der Verletzung von AEW World Champion CM Punk neuer Singles-Champion wurde.
Im Anschluss fehdete Danielson mit Chris Jericho. In die Fehde wurde auch der junge Wrestler Daniel Garcia eingebunden, der in einem Stable unter Jerichos Führung war. Danielson schlug Garcia vor, ihn unter seine Fittiche zu nehmen. Es ging in dem Konflikt um Wrestling versus Sports Entertainment, ein Seitenhieb auf die WWE, in welcher der Begriff Sports Entertainment bevorzugt statt Wrestling verwendet wurde. Während Chris Jericho Sports Entertainment verkörperte und diese Ausrichtung auch für seinen Schützling Garcia vorsah, stand Danielson für Wrestling. Bei All Out am 4. September 2022 verlor Danielson gegen Jericho. In einem Turnier um den vakanten AWE World Champion Titel, der CM Punk nach einem Eklat aberkannt worden war, verlor Danielson im Finale am 21. September gegen seinen Blackpool Combat Club Kollegen Jon Moxley.
Am 5. März 2023 verlor er ein World Championship Titelmatch gegen Maxwell Jacob Friedman (MJF). Das 60 Minute Iron Man Match endete nach 60 Minuten unentschieden und wurde auf Anweisung von AEW-Boss Tony Khan fortgesetzt. MJF gewann, indem er Danielson mit einer Sauerstoffflasche niederschlug. Das Match erhielt von Dave Meltzer ein Rating von 5,75 und wurde damit das bis dahin von Meltzer am höchsten bewertete Match in Danielsons Karriere, sowie das erste 5-Sterne Rating für MJF.
Am 6. Juni 2023 kehrte Danielson bei Dominion 6.4 in der Osaka-jo Hall zum ersten Mal seit 2004 in einer vorab aufgezeichneten Vignette zu NJPW zurück und forderte Kazuchika Okada zu einem Match bei Forbidden Door am 25. Juni heraus, wo Danielson Okada durch Aufgabe besiegte, obwohl er sich nach einem Flying Elbow von Okada einen Armbruch zugezogen hatte. Beim Rückmatch am 4. Januar 2024 wurde Danielson bei Wrestle Kingdom 18 von Okada besiegt.

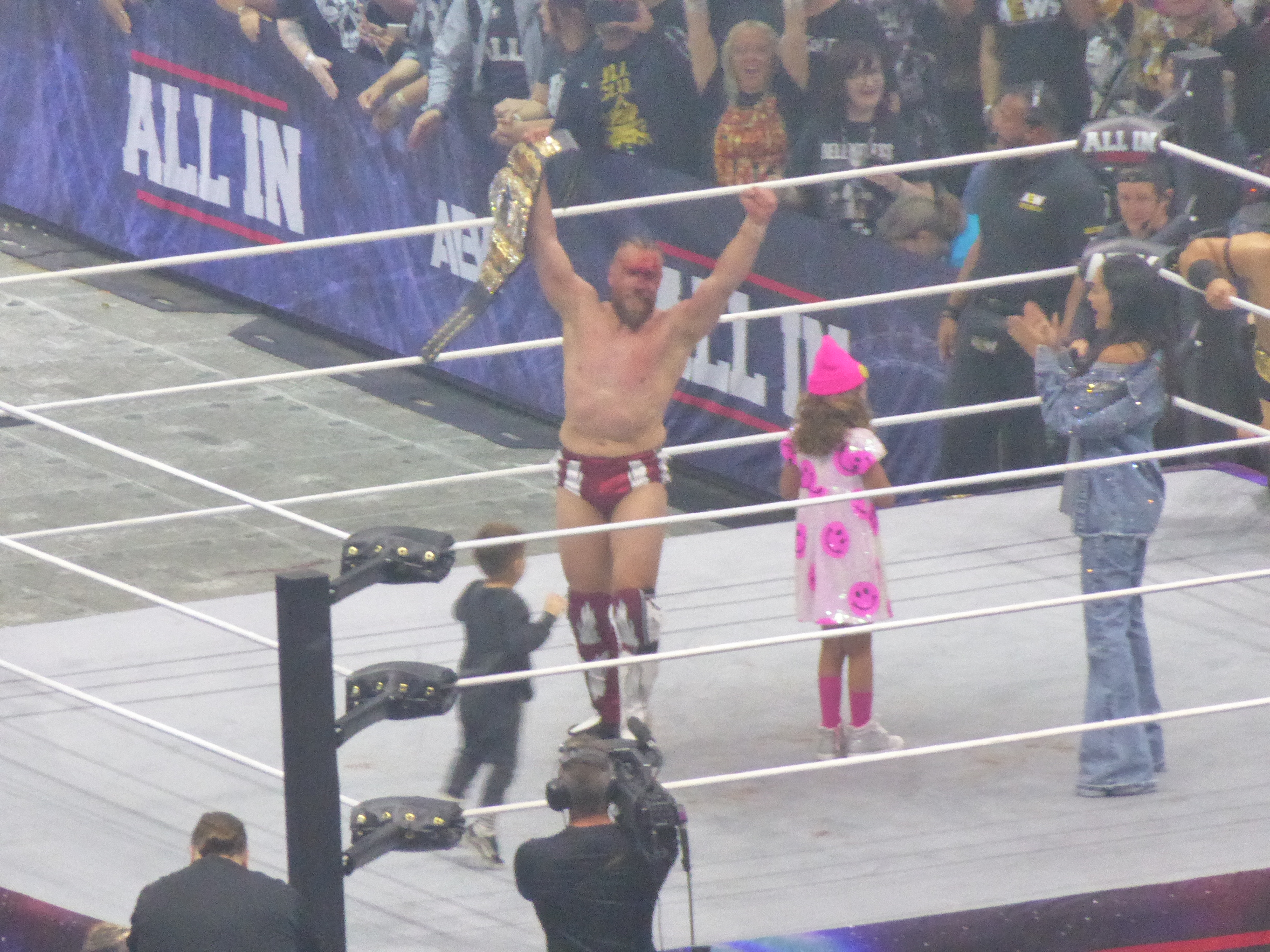
AEW World Champion Danielson mit seiner Frau Brie und seiner Tochter nach seinem Sieg im Hauptkampf von All In, 2024

Parallel turnten Danielson und der Blackpool Combat Club bei AEW kurzzeitig Heel. Bei All Out kehrte Danielson am 3. September 2023 nach seiner Verletzung von Forbidden Door als Face zurück und besiegte Ricky Starks in einem No Disqualification Strap Match. Am 3. März 2024 forderte Danielson bei Revolution Eddie Kingston erfolglos um die Continental Crown Championship heraus. Am 21. April bei AEW Dynasty wurde Danielson von Will Ospreay besiegt. Das Match erhielt sehr gute Kritiken und eine 6,5-Sterne-Bewertung von Dave Meltzer, was die bis dahin zweithöchste je von Meltzer vergebene Wertung überhaupt war.
Er nahm am Owen Hart Cup 2024 teil, das er im Finale gegen „Hangman“ Adam Page bei Dynamite am 10. Juli 2024 gewann. Damit qualifizierte er sich für ein World Title Match Match gegen Swerve Strickland bei All In am 25. August in London. In der Dynamite-Folge vom 31. Juli erklärte Danielson, dass er seine Karriere beenden würde, wenn er gegen Strickland verlieren würde. Schon zuvor hatte er angekündigt, seine Karriere demnächst beenden zu wollen. Bei All In gewann er jedoch gegen Strickland das Title vs Career Match und wurde damit erstmals AEW World Champion.

### Außerhalb des Wrestlings
Ab 2009 lebte Danielson aus gesundheitlichen Gründen eine Zeit lang vegan, konnte dies jedoch aufgrund beruflicher Reisen und einer Sojaintoleranz nicht aufrechterhalten. Dennoch lebt Danielson nun als Vegetarier, der sich „zumeist vegan“ ernährt. Am 29. Januar 2019 hat dieser seinen eigenen Championship Belt vorgestellt, welcher nachhaltig und vegan hergestellt wurde.
Am 11. April 2014 heiratete er Brianna Garcia-Colace, die als Brie Bella ebenfalls bei WWE unter Vertrag steht. Am 9. Mai 2017 kam ihre gemeinsame Tochter zur Welt, am 1. August 2020 wurden sie Eltern eines Sohnes.

## Titel und Auszeichnungen

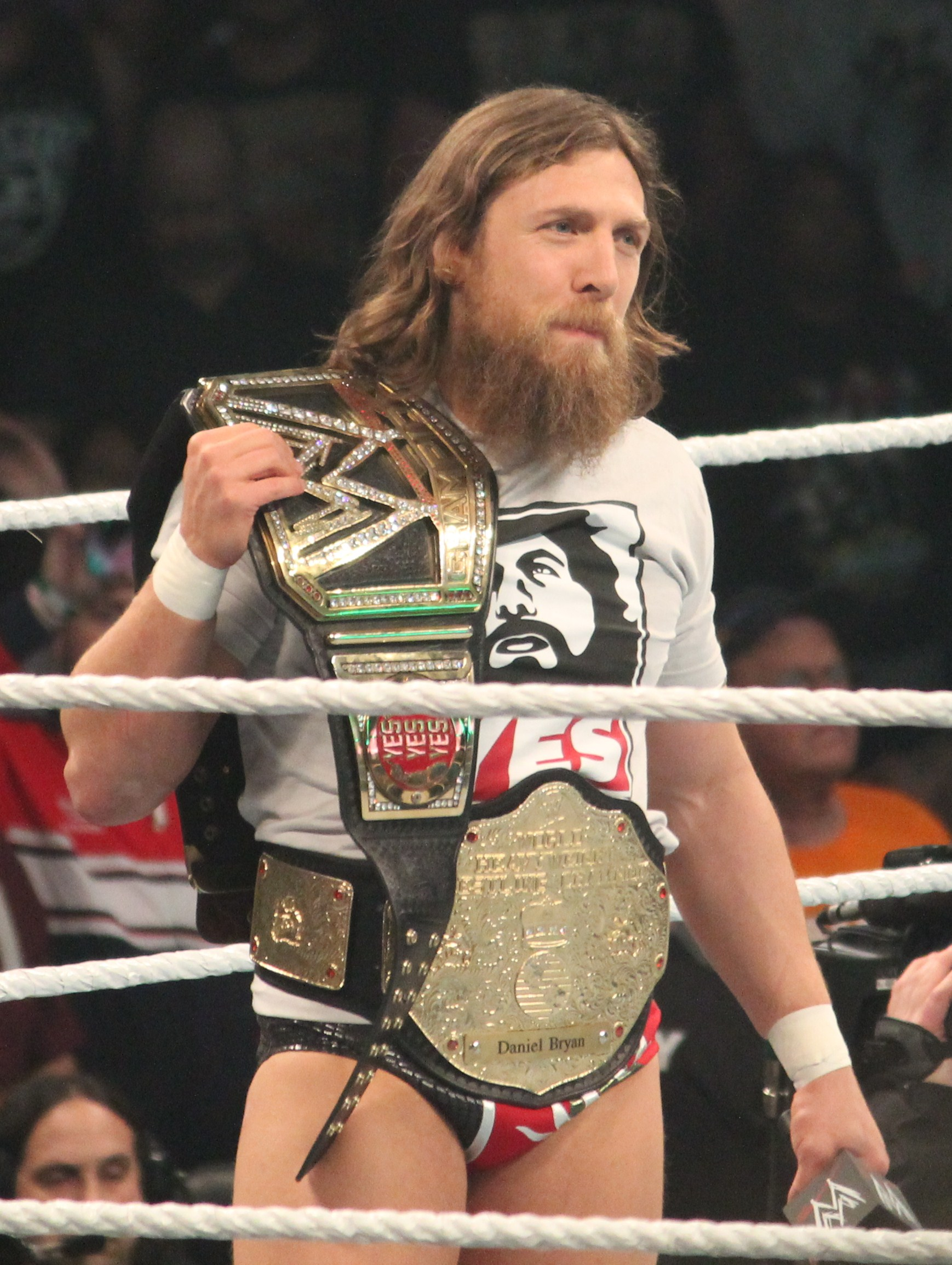
Danielson hielt viermal die WWE Championship und einmal die World Heavyweight Championship

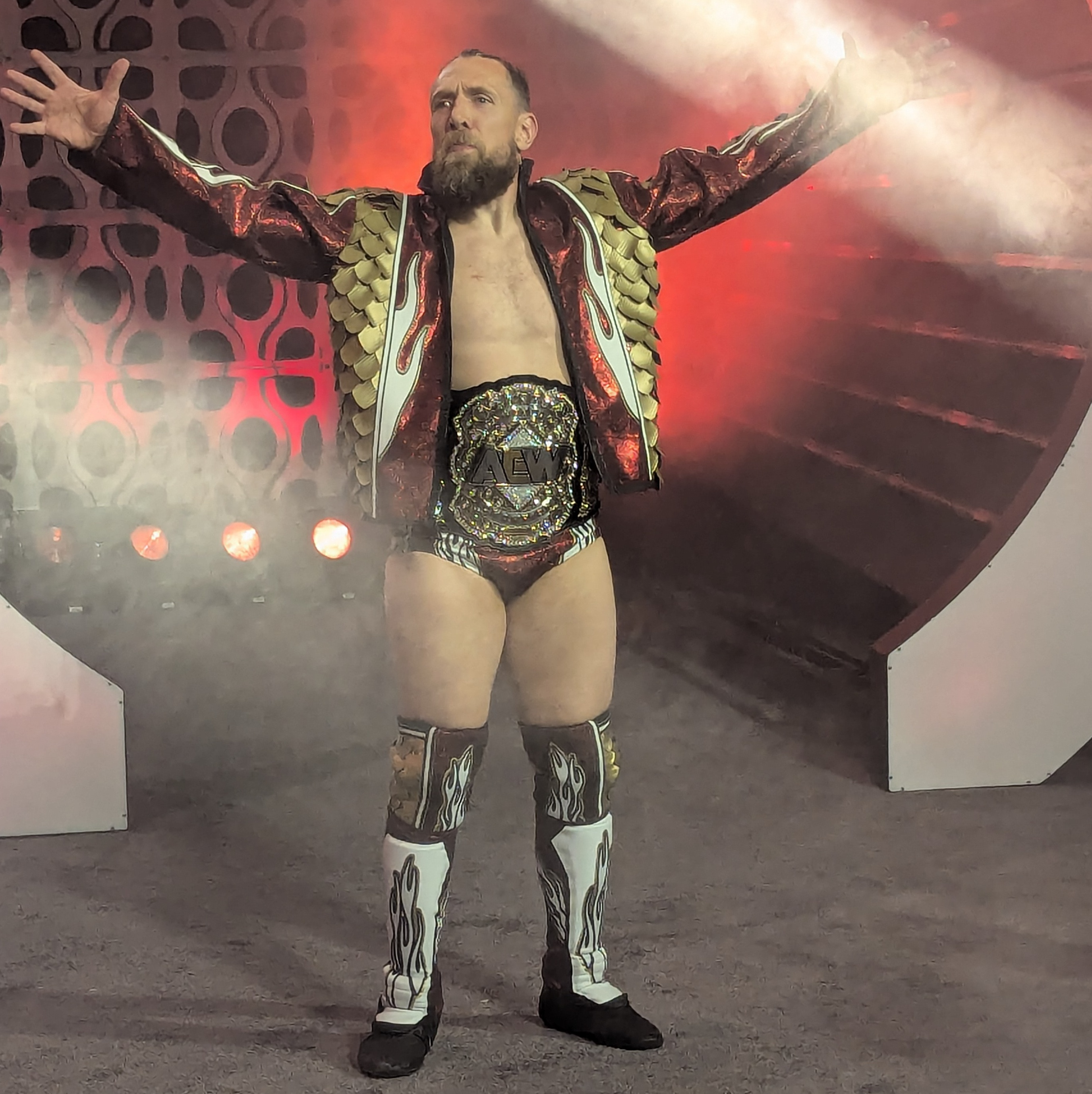
Zudem hielt Danielson einmal die AEW World Championship was ihn zum sechsfachen World Champion macht

### Titel
- All Elite Wrestling
  - 1× AEW World Champion

- All Pro Wrestling
  - 1× APW Worldwide Internet Champion

- All Star Wrestling
  - 1× World Heavy-Middleweight Champion

- East Coast Wrestling Association
  - 1× ECWA Tag Team Champion mit Low Ki

- Extreme Canadian Championship Wrestling
  - 1× NWA Canadian Junior Heavyweight Champion

- Full Impact Pro
  - 1× FIP Heavyweight Champion

- International Wrestling Association
  - 1× IWA Puerto Rico Heavyweight Champion

- Memphis Championship Wrestling
  - 1× MCW Southern Light Heavyweight Champion
  - 1× MCW Southern Tag Team Champion mit Spanky

- NWA Mid-South
  - 1× NWA Southern Junior Heavyweight Champion

- New Japan Pro-Wrestling
  - 1× IWGP Junior Heavyweight Tag Team Champion mit Curry Man

- Pro Wrestling Guerrilla
  - 2× PWG World Champion

- Pro Wrestling NOAH
  - 1× GHC Junior Heavyweight Champion

- Ring of Honor
  - 1× ROH World Champion
  - 1× ROH Pure Champion

- Texas Wrestling Alliance
  - 1× TWA Tag Team Champion mit Spanky

- Westside Xtreme Wrestling
  - 1× wXw World Heavyweight Champion

- World Series Wrestling
  - 1× WSW Heavyweight Champion

- World Wrestling Entertainment
  - 4× WWE Champion
  - 1× World Heavyweight Champion
  - 1× WWE Intercontinental Champion
  - 1× WWE United States Champion
  - 1× WWE Tag Team Champion mit Kane
  - 1× WWE SmackDown Tag Team Champion mit Rowan

### Auszeichnungen
- All Elite Wrestling
  - 2024: Men's Owen Hart Cup Sieger

- All Pro Wrestling
  - 2001: King of the Indies Sieger

- International Catch Wrestling Alliance
  - 2008: Expo Tournament Sieger

- New Japan Pro-Wrestling
  - 2004: Best of American Super Juniors Tournament Sieger

- Pro Wrestling Illustrated
  - 2014: Platz 1 der Top 500 Wrestler im PWI 500

- Ring of Honor
  - 2004: Survival of the Fittest Sieger
  - 2022: Aufnahme in die Hall of Fame

- World Wrestling Entertainment
  - 2011: SmackDown Money in the Bank Sieger
  - 2015: 15. Grand Slam Champion
  - 2015: 26. Triple Crown Champion